# Boss for Leader
Boss for Leader är Slagsmålsklubbens tredje album. Albumet släpptes den 11 april 2007 av skivbolaget EMI.

## Låtlista
| Nr  | Titel                            | Längd |
| --- | -------------------------------- | ----- |
| 1.  | Hänt                             | 4:06  |
| 2.  | Sponsored by Destiny             | 6:03  |
| 3.  | Speedboats                       | 3:57  |
| 4.  | The World Welcomes Fame          | 5:31  |
| 5.  | Malmö Beach Night Party          | 4:05  |
| 6.  | Dysparennia                      | 3:54  |
| 7.  | Spanska förhoppningar            | 3:16  |
| 8.  | Han som tuggar med öppen mun dör | 4:51  |
| 9.  | Borg of Hate                     | 5:47  |
| 10. | Pälsmästaren                     | 13:42 |

| 11. | Vidrige Ajjabajja | 2:55 |